# Bernard Tapie
Bernard Tapie (Parijs, 26 januari 1943 – aldaar, 3 oktober 2021) was een Frans zakenman en politicus. Hij was onder meer bekend van zijn ministerschap onder Pierre Bérégovoy (1992) en zijn voorzitterschap van de voetbalclub Olympique Marseille (1986-1994). 

## Carrière
Als sportmagnaat maakt Tapie eerst naam in het wielrennen als sponsor van La Vie Claire, de ploeg die Tour De France-winnaars Greg Lemond met Bernard Hinault verenigde. 
Tijdens zijn voorzitterschap bij Olympique Marseille won de club verscheidene keren de Franse titel en de eerste editie van de UEFA Champions League met de Belgische trainer Raymond Goethals in 1993 tegen AC Milan. In datzelfde jaar werd Tapie beschuldigd wegens gesjoemel bij wedstrijden. De Franse voetbalbond zette de club terug naar de Ligue II. Hij was van 1990 tot 1993 eigenaar van het merk Adidas. 
In 2000 werd Tapie door de rechtbank in Parijs veroordeeld tot acht maanden cel wegens belastingfraude. In 1992 en 1993 zou hij voor ruim zeven miljoen euro belasting hebben ontdoken. Tapie werd in 2019 vrijgesproken in een fraudezaak in de nasleep van de verkoop van Adidas.
Op 3 oktober 2021 stierf hij op 78-jarige leeftijd aan de gevolgen van maag- en slokdarmkanker.
- Bibsys: 14025474
- Bibliothèque nationale de France: cb12051169z (data)
- CiNii: DA02979181
- Gemeinsame Normdatei: 118821652
- International Standard Name Identifier: 0000 0001 2353 0264
- Library of Congress Control Number: n87122808
- MusicBrainz: 03353a80-56b2-4034-940e-ac5f0558f8bf
- Bibliotheek van het Japanse parlement: 00475942
- Nationale Bibliotheek van Tsjechië: xx0242682
- Nationale Bibliotheek van Israël: 987008877366805171
- Nederlandse Thesaurus van Auteursnamen: 073921106
- Réseau des bibliothèques de Suisse occidentale: 02-A003887847
- Système universitaire de documentation: 028737105
- Virtual International Authority File: 36936842
- WorldCat: E39PCjMvhhYj4C9qVyF3Q4gBj3